# Mhlume United
Mhlume United FC – suazyjski klub piłkarski z siedzibą w Mhlume.

## Historia
Mhlume United FC został założony w okresie pomiędzy zakończeniem sezonu 1992 a rozpoczęciem 1993 w Mhlume w wyniku fuzji dwóch miejscowych klubów Mhlume FC i Mhlume Peacemakers. W sezonie 1992 Mhlume FC zakończył rozgrywki na 6 miejscu, a Mhlume Peacemakers na ostatnim 12 miejscu. W sezonie 1993 zespół debiutował w Suazyjskiej Premier League. Do 1997 nazywał się Mhlume FP United, a od 1998 występował pod obecną nazwą. Wszystkie sezony grał w najwyższej lidze.
Przed rozpoczęciem sezonu 2005/06 zostały połączony z klubem Simunye FC w nowy klub RSSC United FC.

## Sukcesy

### Trofea międzynarodowe
- Afrykański Puchar Zdobywców Pucharów
  - runda kwalifikacyjna: 2001

### Trofea krajowe
| \| \| Zdobyte trofea w rozgrywkach Eswatini (stan na: 31-05-2014) \| |                                                             |      |                  |
| Rozgrywki                                                            | Osiągnięcie                                                 | Razy | Sezon(y)         |
| Mistrzostwo                                                          | I miejsce                                                   | 0    |                  |
| Mistrzostwo                                                          | II miejsce                                                  | 0    |                  |
| Mistrzostwo                                                          | III miejsce                                                 | 0    |                  |
| Mistrzostwo                                                          | 5 miejsce                                                   | 2    | 1998/99, 2002/03 |
| Puchar                                                               | zdobywca                                                    | 1    | 2000             |
| Puchar                                                               | finalista                                                   | 1    |                  |
| II liga                                                              | I miejsce                                                   | 0    |                  |
| II liga                                                              | II miejsce                                                  | 0    |                  |
| II liga                                                              | III miejsce                                                 | 0    |                  |
| Eswatini                                                             | Zdobyte trofea w rozgrywkach Eswatini (stan na: 31-05-2014) |      |                  |

## Stadion
Klub rozgrywał swoje mecze domowe na stadionie Mhlume Stadium w Mhlume, który może pomieścić 10,000 widzów.